# دایو (آمل)
دایو ، روستایی از توابع بخش مرکزی شهرستان آمل در استان مازندران ایران است.

## جمعیت
این روستا در دهستان چلاو قرار دارد و براساس سرشماری مرکز آمار ایران در سال ۱۳۸۵، جمعیت آن زیر سه خانوار بوده‌است.